# La Femme de l'anarchiste
Pour plus de détails, voir Fiche technique et Distribution.
La Femme de l'anarchiste (The Anarchist's Wife) est un film franco-hispano-allemand produit et réalisé par Peter Sehr et Marie-Noëlle Sehr, sorti en 2008.
L'action se déroule pendant la guerre d'Espagne,.

## Synopsis
Justo est un républicain anarchiste espagnol marié à Manuela. À cause de l'avancée des franquistes sur Madrid, il est contraint de partir vers Barcelone. Il fait ensuite partie des 400 000 républicains qui se réfugient en France. Manuela est restée à Madrid et ignore ce qu'est devenu son mari Justo. Celui-ci est déporté en Allemagne dans les camps nazis. Manuela fait des recherches pour savoir ce qu'il est devenu. Ce n'est que lorsque la frontière franco-espagnole est rouverte, bien après la fin de la 2e guerre mondiale qu'elle le retrouve en France.

## Fiche technique
- Titre original : The Anarchist's Wife
- Réalisation : Peter Sehr et Marie Noëlle
- Scénario : Marie Noëlle Sehr
- Dialogues : Ray Loriga
- Image : Jean-François Robin
- Lieu de tournage : Ardèche
- Montage : Luis de la Madrid
- Durée : 112 minutes
- Dates de sortie : 
  - 26 juin 2008 (Festival de Munich)
  - 23 janvier 2009 ( Espagne)

## Distribution
- Juan Diego Botto : Justo
- María Valverde : Manuela
- Ivana Baquero : Paloma